# Saint-Pierre-Lavis
Saint-Pierre-Lavis är en kommun i departementet Seine-Maritime i regionen Normandie i norra Frankrike. Kommunen ligger i kantonen Fauville-en-Caux som tillhör arrondissementet Le Havre. År 2018 hade Saint-Pierre-Lavis 304 invånare.

## Befolkningsutveckling
Antalet invånare i kommunen Saint-Pierre-Lavis
| Referens: INSEE |